# Ricordo di Fred
Ricordo di Fred è un album raccolta di brani di Fred Buscaglione pubblicato nel 1960, a pochi mesi di distanza dalla morte del cantante.

## Il disco
In seguito alla morte di Fred, il suo grande amico (e coautore di molte delle sue canzoni) Leo Chiosso pensò di dedicargli un disco commemorativo; erano passati pochi mesi dalla morte di Buscaglione, infatti questo disco uscì nello stesso anno, sempre su etichetta Cetra.
L'edizione era piuttosto accattivante: sebbene racchiudesse un disco, la copertina era rilegata come un libro, nel quale all'interno vi erano alcune pagine patinate che raccontavano gli inizi, i successi, la vita e aneddoti su Fred Buscaglione - pagine contenenti anche alcune belle foto della sua carriera artistica.
Il contenuto del vinile è un memoriale vocale raccontato dallo stesso Leo Chiosso, che spiega chi era Buscaglione e come arrivò al successo, con alcuni estratti sonori noti e meno noti.
Molto rara al giorno d'oggi, questa edizione rappresenta una vera chicca per collezionisti.

## Canzoni
Lato A
1. Ogni notte così (estratto) (Fred Buscaglione, Leo Chiosso)
2. Parla Leo Chiosso
3. Assolo inedito di contrabbasso di Fred Buscaglione (estratto) (Hot Club Torino, Fred Buscaglione)
4. Dixieland '53 (estratto) (Fred Buscaglione)
5. Parla Leo Chiosso
6. Niente visone (estratto) (Fred Buscaglione, Leo Chiosso)
7. Tchumbala-bey (cantata da Gino Latilla) (estratto) (Gino Latilla, Fred Buscaglione)
8. Che bambola (estratto) (Fred Buscaglione, Leo Chiosso)
9. Eri piccola così (estratto) (Fred Buscaglione, Leo Chiosso)
10. Parla Leo Chiosso
11. Dors, mon amour (Pierre Delanoë, Hubert Giraud)
12. Sogno d'estate (Giuseppe Bruni, Roberto Livraghi)
13. Ain't Misbehavin' (cantata da Fatima Robin's con gli Asternovas) (estratto) (Andy Razaf, Fats Waller, Harry Brooks)
14. La tazza di thè (Fred Buscaglione, Leo Chiosso)
15. Parla Leo Chiosso
16. Voglio scoprir l'America (Leo Chiosso, Francesco Ferrari, Natalino Otto)

Lato B
1. Parla Leo Chiosso
2. Il siero di Strokomogoloff (estratto) (Fred Buscaglione, Leo Chiosso)
3. Parla Leo Chiosso
4. Si sono rotti I "Platters" (Fred Buscaglione, Leo Chiosso)
5. Parla Leo Chiosso
6. Vuoi (Fred Buscaglione, Leo Chiosso)
7. Parla Leo Chiosso
8. Le bambole d'Italia (Fred Buscaglione, Leo Chiosso)
9. Parla Leo Chiosso
10. Una sigaretta (Fred Buscaglione, Leo Chiosso)
11. Parla Leo Chiosso
12. Cielo dei bars (Fred Buscaglione, Leo Chiosso)
13. Parla Leo Chiosso
14. Whisky facile (Fred Buscaglione, Leo Chiosso)
15. Parla Leo Chiosso
16. Tu che ne dici (Fred Buscaglione, Leo Chiosso)
17. Sgancia e pedala (Fred Buscaglione, Leo Chiosso)
18. Parla Leo Chiosso
19. Guarda che luna (Elgos, Walter Malgoni)

## Formazione
- Fred Buscaglione - voce
- Fatima Robin's - voce

### Asternovas
- Gianni Saiu - chitarra
- Dino Arrigotti - pianoforte
- Carletto Bistrussu – batteria
- Berto Pisano - contrabbasso
- Giulio Libano - tromba
- Giorgio Giacosa - sax, clarinetto, flauto